# Фаворский, Алексей Васильевич
Алексей Васильевич Фаворский (10 февраля 1873 ― 17 февраля 1930) ― русский и советский учёный, невропатолог, доктор медицинских наук, профессор, декан медицинского факультета Казанского университета.

## Биография
Алексей Васильевич Фаворский родился 10 февраля 1873 года в селе Седлистое Астраханского уезда Астраханской губернии.
В 1896 году завершил обучение на медицинском факультете Казанского университета. Стал работать в должности сверхштатного ординатора клиники, которую возглавлял Л. О. Даркшевич. Пробыв в трёхлетней зарубежной командировке в клиниках Г. Оппенгейма, М. Бильшовского, О. Фогта, Ж. Бабинского и в лаборатории И. И. Мечникова, с 1907 года стал преподавателем в Казанском университете, вёл приват-доцентский курс по анатомии и физиологии нервной системы.
В 1910 году проходил стажировку и улучшал свои знания в лаборатории Альцгеймера (A. Alzheimer), где продолжил проводить исследования по патоморфологии спинной сухотки. Позже проходил стажировку в лаборатории И. П. Павлова. В 1912 году назначен и трудился заведующим лабораторией клиники нервных болезней Казанского университета. С 1915 по 1917 годы работал заведующим несколькими госпиталей, был председателем Медицинского комитета беженцев. В 1918 году становится профессором кафедры нервных болезней Казанского университета. В 1926 году назначен и работает заведующим кафедрой нервных болезней ГИДУ. Одновременно трудился в должности декана медицинского факультета Казанского университета. Активный участник организации Высших женских курсов в Казани.
Является автором около 30 научных работ, которые были посвящены проблемам гистопатологии и клинике нервной системы. Ему принадлежит описание патологоанатомической картины компрессии спинного мозга, он изучил и проанализировал нервные окончания обонятельной луковицы, установил феномен невосприимчивости низших животных к ботулиническому токсину, разработал метод применения при терапии спинной сухотки сальварсана, прививок малярии и возвратного тифа вместо ртутной терапии. Он первый преподаватель в Советском Союзе, кто начал вести курс патогистологии нервной системы.
Активный участник медицинского сообщества. Являлся председателем Казанского общества невропатологов и психиатров, был секретарем Общества врачей Казанского университета.
Умер в Казани 17 февраля 1930 года.

## Научная деятельность
Труды, монографии:
- Фаворский А.В. К учению об остром ртутном полиневрите, Казань, 1899;
- Фаворский А.В. Материалы к вопросу о патолого-анатомическом изменении спинного мозга при сдавлении его, Казань, 1901;
- Фаворский А.В. Прогресс в учении об анатомии и патологии нервной клетки, Казанск. медицинский журнал, т. 2, № 3, 1902, С. 159;
- Фаворский А.В. Действие ботулического токсина на низших позвоночных в связи с изменениями нервной системы их, Казань, 1909.